# Aktieklasse
|  | Sammenskrivningsforslag Artiklen Aktieklasse er foreslået føjet ind i Aktie. (Siden januar 2022) Diskutér forslaget |

 Denne artikel bør gennemlæses af en person med fagkendskab for at sikre den faglige korrekthed.

 Der er for få eller ingen kildehenvisninger i denne artikel, hvilket er et problem. Du kan hjælpe ved at angive troværdige kilder til de påstande, som fremføres i artiklen.

En aktieklasse er en del af aktierne i et selskab, hvor aktionærerne har samme rettigheder mht. eksempelvis stemmeret ved generalforsamlingen. Ofte er aktierne opdelt i to klasser benævnt hhv. A- og B-aktier, hvor A-aktierne giver flere stemmer pr. aktie end B-aktierne.
En opdeling i flere aktieklasser gør det muligt for fx grundlæggeren af bevare kontrollen over et selskab, samtidig med at der hentes yderligere aktiekapital hos investorer, der er mindre interesseret i aktivt ejerskab.
| Økonomi | Spire Denne artikel om økonomi er en spire som bør udbygges. Du er velkommen til at hjælpe Wikipedia ved at udvide den. |